# Йоганнес Гінц
Йоганнес Гінц (нім. Johannes Hintz; 1 жовтня 1898, Мец — 21 травня 1944, Париж) — німецький воєначальник, генерал-лейтенант люфтваффе. Кавалер Лицарського хреста Залізного хреста.

## Біографія
Під час Першої світової війни 26 червня 1915 року вступив добровольцем в 74-й піхотний полк, командував взводом, ротою. З грудня 1918 по листопад 1919 року — член Добровольчого корпусу «Гешкель». 5 листопада 1919 року вступив в охоронну поліцію в Каттовіці, брав участь у боях з поляками. З 1 жовтня 1928 року — інструктор поліцейського училища в Ганновері. З 1 жовтня 1933 року служив в поліції Ганновера. 1 серпня 1935 року переведений в люфтваффе і призначений командиром батареї 12-го зенітного полку. З листопада 1936 по липень 1937 року командував батареєю зенітного дивізіону легіону «Кондор». З липня 1937 року командир батареї, з 1 жовтня 1937 року — 1-го дивізіону 12-го зенітного полку. Учасник Польської кампанії. У жовтні 1939 року призначений командиром 101-го моторизованого зенітного полку. Учасник Французької кампанії. З 6 липня 1940 року — начальник 1-го зенітного училища в Реріку. З 5 березня 1942 року — командир 4-ї зенітної дивізії. З 1 березня 1944 року виконував обов'язки командира 3-го зенітного корпусу. 14 травня 1944 року його автомобіль потрапив у аварію, і Гінц з тяжкими пораненнями був відправлений в шпиталь, де і помер.

## Звання
- Лейтенант резерву (16 січня 1917)
- Лейтенант поліції (5 листопада 1919)
- Оберлейтенант поліції (7 квітня 1925)
- Гауптман поліції (1 жовтня 1928)
- Гауптман (1 серпня 1935)
- Майор (10 квітня 1936)
- Оберстлейтенант (1 листопада 1938)
- Оберст (19 липня 1940)
- Генерал-майор (1 квітня 1943)
- Генерал-лейтенант (26 липня 1944, посмертно)

## Нагороди
- Залізний хрест 2-го і 1-го класу
- Почесний хрест ветерана війни з мечами
- Медаль «За вислугу років у Вермахті» 4-го, 3-го і 2-го класу (18 років)
- Медаль «За Іспанську кампанію» (Іспанія)
- Іспанський хрест в бронзі з мечами
- Застібка до Залізного хреста
  - 2-го класу (11 травня 1940)
  - 1-го класу (26 травня 1940)
- Лицарський хрест Залізного хреста (29 липня 1940)